# Thomas Samuel Grace

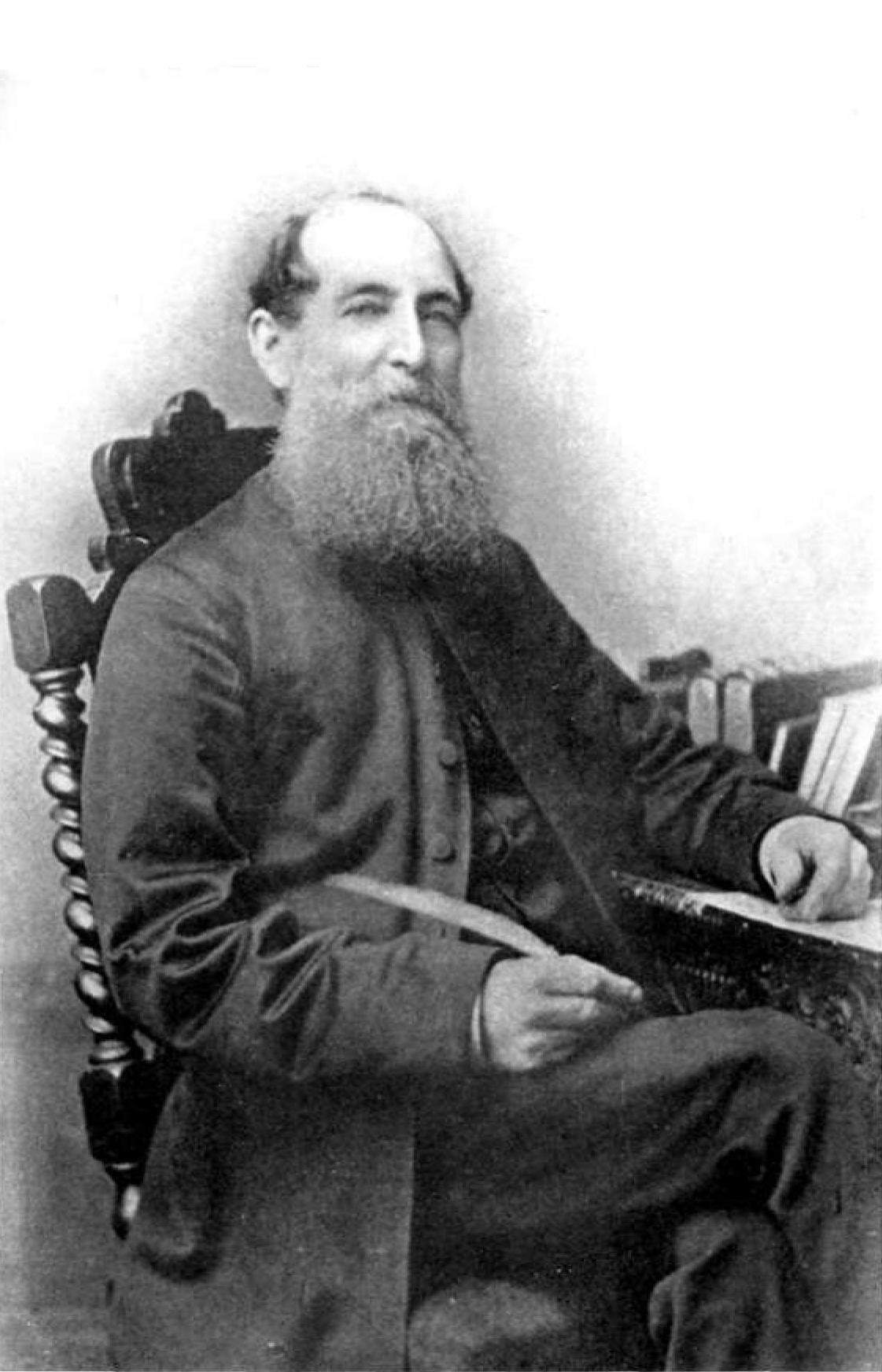
Thomas Samuel Grace

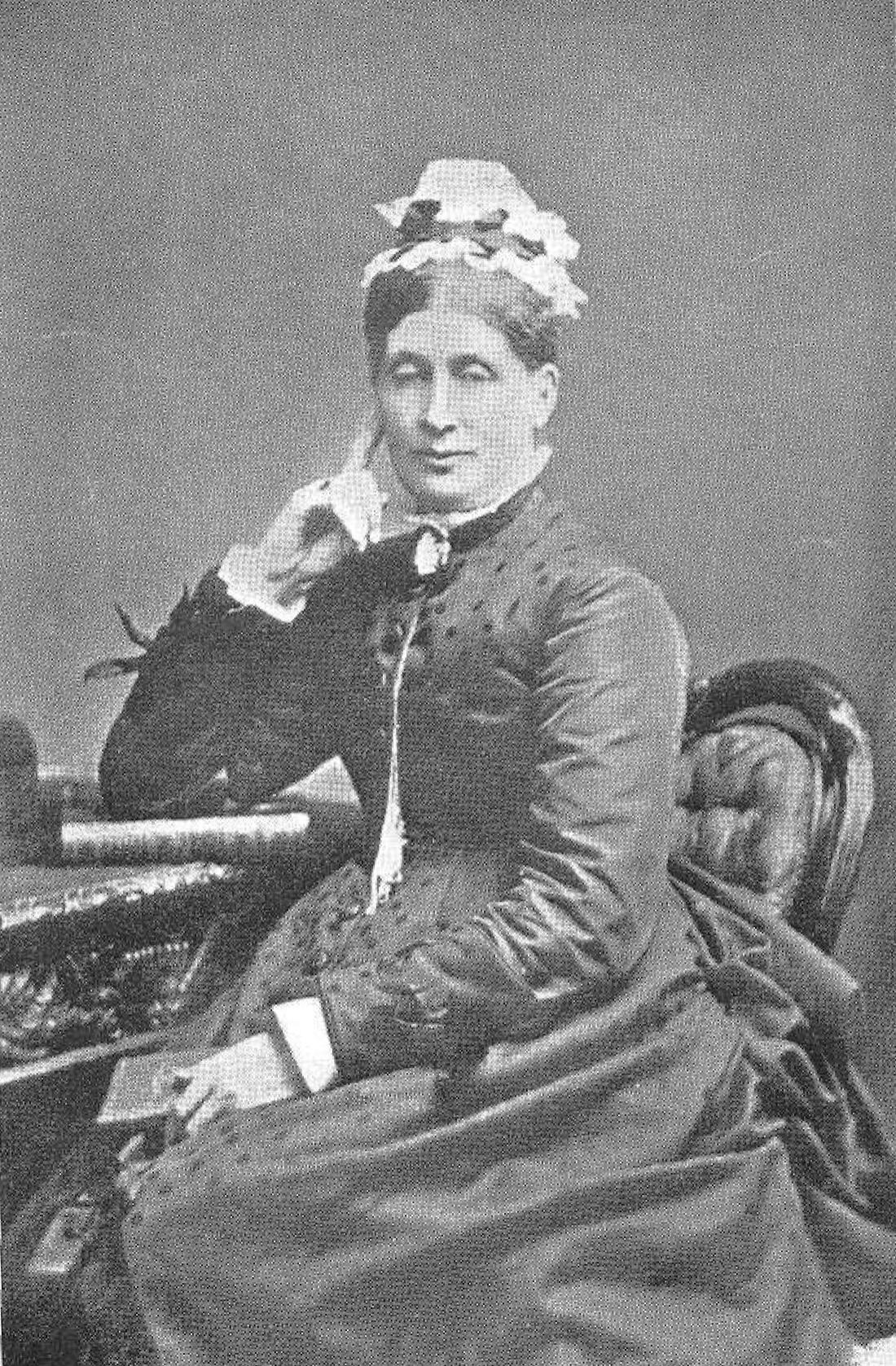
Agnes Grace, seine Ehefrau

Thomas Samuel Grace (* 16. Februar 1815 in Liverpool; † 30. April 1879 in Tauranga) war ein britischer Missionar in Neuseeland.

## Frühes Leben
Thomas Samuel Grace wurde am 16. Februar 1815 in Liverpool geboren. Sein Vater war John Grace, seine Mutter dessen Ehefrau Sarah Lawrence Cox.
Nach kurzem Besuch einer Grammar School betrieb er in den 1820er Jahren ein Handelsunternehmen in seiner Geburtsstadt. Der wirtschaftliche Erfolg erlaubte es ihm, seine Eltern zu unterstützen. Er begann sich für die Missionsarbeit zu interessieren und bot 1844 der Church Missionary Society seine Mitarbeit an. Die erforderlichen Kenntnisse eignete er sich auf eigene Kosten an, zuerst privat und ab August 1846 am St Bee’s Theological College.
Im Juni 1848 wurde er zum Diakon für Tideswell in der Grafschaft Derbyshire ordiniert. Im Juni 1849 erhielt er die Priesterweihe.

## Neuseeland
Am 11. Februar 1850 reiste Grace mit seiner Ehefrau und zwei Kindern auf dem Schiff Fairy Queen nach Neuseeland. Sie trafen am 9. Juli in Auckland ein. Eigentlich sollte er in Taupo eine neue Missionsstation gründen. Da der dortige Leiter der Mission, Reverend William Williams, im Ausland war, wurde er von Oktober 1850 bis 1853 stattdessen nach Turanga an der Poverty Bay geschickt, um diesen zu vertreten. Während Williams für eine rasche Verschmelzung der Māori mit den Europäern eintrat, sah Grace sie in einer deutlich unabhängigeren Rolle. Er sprach sich gegen den Verkauf ihres Landes aus und ermutigte sie zu einer fortschrittlicheren Wirtschaftsweise. So sollten sie gerechte Preise für ihre Produkte verlangen, Geld statt Tauschhandels verwenden, selbst Schiffe bauen und betreiben und die Landwirtschaft effizienter machen, etwa durch den Gebrauch des Pfluges.
1854 war Grace zurück in Auckland. Dort veröffentlicht er ein in 250 Exemplaren (von denen aber nur wenige in Umlauf kamen) gedrucktes, anonym erschienenes Rundschreiben auf Māori namens Ko etahi patai ki te hunga Maori mo te hoko wenua (Einige Fragen an die Māori, den Verkauf von Land betreffend). Dieses rät den Māori, ihr Land zu behalten und begründet dies mit Zitaten aus der Bibel. Dieser bei den Siedlern wenig populäre Ratschlag hatte Beschwerden an Kolonialsekretär Andrew Sinclair und eine offizielle Untersuchung zur Folge. Während das Komitee der CMS in London seine Ansichten, nicht aber die Art, wie er sie verfolgte, positiv sah, distanzierten sich seine Missionskollegen in Neuseeland von ihm.
Grace befasste sich nun wieder mit dem Aufbau der Mission bei Taupo. Bei Erkundungen 1853/54 wurde Pukawa als bester Standort ausgewählt. Der Häuptling der Ngati Tuwharetoa, Iwikau Te Heuheu Tukino III, stellte 70 Acre Land zur Verfügung. Grace traf mit seiner Familie nach einer langen Reise am 19. April 1855 dort ein. Wegen des Fehlens von Straßen musste das Gepäck von Tarawera aus von zahlreichen Trägern transportiert werden.
Als das erste Missionshaus am 24. Mai 1856 niederbrannte, wurde es durch einen zweistöckigen Bau ersetzt. Ein Internat, eine gewerbliche Schule und Wohngebäude ergänzten die Station. Die abgelegene Station litt regelmäßig unter Versorgungsschwierigkeiten und Nahrungsknappheit, da man in der Versorgung weiterhin auf Importe aus Europa zurückgriff. Grace förderte die Schafhaltung. Er beschaffte auch Spinn- und Webmaschinen aus Europa, damit die Eingeborenen die Wolle weiter verarbeiten konnten. Letztere wurde durch den Kriegsausbruch verhindert.
1856 wurde Grace vorgeworfen, er ermutige die Kīngitanga, die für ein eigenständiges Māori-Königtum eintraten. Der Politiker Donald McLean versuchte über die Kolonialverwaltung bei der CMS in London seine Entlassung zu bewirken. Man hörte jedoch zuvor auch Grace an und dieser konnte nachweisen, dass er eher dagegen aufgetreten war. Allerdings beschuldigte er die Politik der Regierung für den Kriegsausbruch in Taranaki. Nachdem der Protektor der Mission, Iwikau Te Heuheu Tukino III, gestorben war und Horonuku Te Heuheu Tukino IV mächtiger wurde, wechselten Teile der zuvor neutralen Māori von Taupo auf die Seite des Kīngitanga der Waikato-Stämme. Die zunehmende Unsicherheit zwang Grace, am 8. Oktober 1863 Pukawa mit seiner Familie zu verlassen.
Grace war einer der wenigen Missionare, die unter den Māori außerhalb der vorwiegend an der Küste gelegenen europäischen Siedlungsgebieten und Missionsstationen tätig wurde. Seine Missionsreisen ins Landesinnere gingen bis 1872 von Auckland, danach von Tauranga aus. Mehrfach kam er nur knapp mit dem Leben davon. So beim Völkner Incident: Im März 1865 begleitete er Carl Sylvius Völkner zurück zu dessen Mission in Opotiki, obwohl dieser gewarnt war, dies nicht zu tun, da die Māori dort zu der neuen Religion Pai Marire übergelaufen seinen. Völkner wurde von den Māori getötet, Grace gelang mit Hilfe eines europäischen Siedlers 16 Tage später die Flucht auf das aus Auckland zu Hilfe geschickte Kriegsschiff Eclipse. 1867 konnte er einem Zusammentreffen mit Te Kooti ausweichen. Er entkam einem Hinterhalt bei Pukawa, den die Eingeborenen zur Vergeltung von Todesopfern bei Rangiaowhia angelegt hatten.
Grace veranlasste den Druck eines durch Erzdiakon R. Maunsell herausgegebenen Schreibens auf Māori Nga minita i roto i te whawhai (Die in den Krieg verwickelten Pfarrer). Dieses wies die gegen die Kleriker in den kriegerischen Auseinandersetzungen erhobenen Vorwürfe zurück. Nach jenen förderten die Kirchenmänner den unrechtmäßigen Landerwerb durch die Europäer und spionierten bei den Māori für die Regierung.
Grace hatte Kontakte zu den Anhängern der Pai Marire. Er sah in dieser auch christliche Konzepte umfassenden neuen Religion das Streben der Māori nach Autonomie in religiösen Fragen. Während die CMS die Bemühungen von Grace, die Māori in die Verwaltung der Kirchenländereien einzubeziehen, ablehnte, wurde das Ziel, eine eigene Māorikirche zu Gründen, mit Grace geteilt. Das von ihm propagierte Amt eines Māori-Bischofs entstand erst mehr als ein halbes Jahrhundert später. Er plante auch eine Schule zu gründen, um eine Führungselite unter den Eingeborenen heranzuziehen.
Von Juni 1875 bis Ende 1876 hielt sich Grace in England auf. Die CMS stimmte einem Wiederaufbau der Missionsstation Taupo zu, die nach seiner Vorstellung sein Sohn Thomas Grace junior weiterführen sollte. Thomas Grace starb am 30. April 1879 im Alter von 64 Jahren in Tauranga.

## Familie
Grace heiratete am 23. Juli 1845 in Whitehaven Agnes Fearon. Das Paar hatte 12 Kinder. Darunter:
- Thomas Samuel Grace jr. war Erzdiakon in Marlborough[3]
- Alfred Augustus Grace befasste sich als Autor mit der Geschichte der Māori („Tales of a dying race“ (1901); „Folk Tales of the Maori“ (1907))[3]
- Lawrence Marshall Grace wurde bei Prozessen um Landrechte der Māori als Anwalt und Dolmetscher tätig, heiratete Kahui, Schwester des Häuptlings und Mitglieds des gesetzgebenden Rates Te Heuheu Tukino V.[3]
- Tochter Lilly Grace starb am 11. Juni 1854 mit im Alter von 2,5 Jahren und ist auf dem St. Stephens Cemetery im Stadtteil Parnesll in Auckland begraben.[4].